# 西口香織
西口 香織（にしぐち かおり、7月7日。  - ）は、日本の気象予報士である。南気象予報士事務所所属、および気象キャスターネットワークの一員である。

## 来歴・人物
大阪府堺市出身。身長161cm。血液型A型
広島市立舟入高等学校卒業。
大阪赤十字看護専門学校中退。
2008年 一般財団法人日本気象協会入職。関西支社所属。
2015年 一般財団法人日本気象協会退職。
資格は、気象予報士。
2009年4月1日から2015年3月31日まで、FNNスピーク関西ローカルパートの天気予報を担当。
愛称は「かおりん」「ペタさん」など。趣味はショッピング、サッカー観戦、寝ること。特技として、いつでもどこでもすぐに寝られること、お酒を飲んでも、ほとんど酔わないこと。
気象予報士の中谷雪乃と交友関係がある。

## 過去の出演番組
- FNNスピーク（関西テレビ、「FNNスピーク」フジテレビの関西ローカルパート）2009年4月1日 - 2015年3月31日
- ごきげんライフスタイル よ〜いドン!（関西テレビ、不定期出演）台風などの解説。
- ハピくるっ!（関西テレビ、不定期出演）台風などの解説。
- FNNスーパーニュースアンカー（関西テレビ、不定期出演）[6][7][8][9]